# Brighton (Vermont)
Brighton ist eine Town im Essex County im US-Bundesstaat Vermont. Sie hatte bei der letzten Volkszählung im Jahr 2020 insgesamt 1157 Einwohner. Es ist Teil der Berlin Micropolitan Statistical Area.

## Geografie

### Geografische Lage
Brighton liegt im Nordwesten des Essex Countys. Das Zentrum der Town ist eine Wasserscheide. Die Quelle des East Branch Passumpsic River befindet sich auf dem Gebiet der Town. Er verlässt sie in südlicher Richtung. Der Clyde River entspringt ebenfalls auf dem Gebiet der Town, er verlässt sie in westlicher Richtung und der Nulhegan River verlässt sie in östlicher Richtung. Der größte See ist der im Zentrum gelegene Island Pond etwas östlich, im Brighton State Park liegt der Spectacle Pond. Ein weiterer großer See ist der im Nordosten liegende McConell Pond. Der Brighton Municipal Forest ist zweigeteilt. Eine Fläche liegt im Nordwesten, die andere im Südwesten. Die Oberfläche ist hügelig, die höchste Erhebung ist der 586 m hohe Meehann Hill.

### Nachbargemeinden
Alle Entfernungen sind als Luftlinien zwischen den offiziellen Koordinaten der Orte aus der Volkszählung 2010 angegeben.
- Norden: Warren Gore, 3,8 km
- Norden: Averys Gore, 7,4 km
- Nordosten: Lewis, 15,6 km
- Südosten: Ferdinand, 10,0 km
- Süden: Newark, 7,5 km
- Südwesten: Westmore, 14,0 km
- Westen: Charleston, 17,4 km
- Nordwesten: Morgan, 7,7 km

### Stadtgliederung
Die Hauptsiedlung der Town Brighton ist der Census-designated place Island Pond. Eine weitere, deutlich kleinere Siedlung ist East Brighton.

### Klima
Die mittlere Durchschnittstemperatur in Brighton liegt zwischen −11,7 °C (11 °Fahrenheit) im Januar und 18,3 °C (65 °Fahrenheit) im Juli. Damit ist der Ort gegenüber dem langjährigen Mittel der USA um etwa 9 Grad kühler. Die Schneefälle zwischen Mitte Oktober und Mitte Mai liegen mit mehr als zwei Metern etwa doppelt so hoch wie die mittlere Schneehöhe in den USA. Die tägliche Sonnenscheindauer liegt am unteren Rand des Wertespektrums der USA, zwischen September und Mitte Dezember sogar deutlich darunter.

## Geschichte
Der erste Grant für Brighton wurde unter dem Namen Gilead im Jahr 1780 vergeben. Da die Gruppe der begünstigten die Gebühren für den Grant nicht zahlten, wurde am 23. August 1781 ein zweiter Grant ausgerufen, mit einer Fläche von 23.970 acres (etwa 97 km²) bekam Joseph Nightingale und weitere Siedler diesen Grant unter dem Namen Random. Die Besiedlung startete 1823, der erste Siedler war Enos Bishop. Im März 1832 fand die konstituierende Sitzung der Town statt. Am 3. November 1832 wurde der Name in Brighton geändert.

### Einwohnerentwicklung
| Volkszählungsergebnisse – Town of Brighton, Vermont | Volkszählungsergebnisse – Town of Brighton, Vermont | Volkszählungsergebnisse – Town of Brighton, Vermont | Volkszählungsergebnisse – Town of Brighton, Vermont | Volkszählungsergebnisse – Town of Brighton, Vermont | Volkszählungsergebnisse – Town of Brighton, Vermont | Volkszählungsergebnisse – Town of Brighton, Vermont | Volkszählungsergebnisse – Town of Brighton, Vermont | Volkszählungsergebnisse – Town of Brighton, Vermont | Volkszählungsergebnisse – Town of Brighton, Vermont | Volkszählungsergebnisse – Town of Brighton, Vermont |
| Jahr                                                | 1800                                                | 1810                                                | 1820                                                | 1830                                                | 1840                                                | 1850                                                | 1860                                                | 1870                                                | 1880                                                | 1890                                                |
| --------------------------------------------------- | --------------------------------------------------- | --------------------------------------------------- | --------------------------------------------------- | --------------------------------------------------- | --------------------------------------------------- | --------------------------------------------------- | --------------------------------------------------- | --------------------------------------------------- | --------------------------------------------------- | --------------------------------------------------- |
| Einwohner                                           |                                                     | 144                                                 |                                                     | 105                                                 | 157                                                 | 193                                                 | 945                                                 | 1535                                                | 1691                                                | 2020                                                |
| Jahr                                                | 1900                                                | 1910                                                | 1920                                                | 1930                                                | 1940                                                | 1950                                                | 1960                                                | 1970                                                | 1980                                                | 1990                                                |
| Einwohner                                           | 2023                                                | 2013                                                | 2280                                                | 2002                                                | 1754                                                | 1671                                                | 1545                                                | 1365                                                | 1557                                                | 1562                                                |
| Jahr                                                | 2000                                                | 2010                                                | 2020                                                | 2030                                                | 2040                                                | 2050                                                | 2060                                                | 2070                                                | 2080                                                | 2090                                                |
| Einwohner                                           | 1260                                                | 1222                                                | 1157                                                |                                                     |                                                     |                                                     |                                                     |                                                     |                                                     |                                                     |

## Wirtschaft und Infrastruktur

### Verkehr
In nordsüdlicher Richtung verläuft Vermont State Route 114 und in westöstlicher Richtung die Vermont State Route 105 durch die Town. Sie treffen sich in der Siedlung Island Pond. Der John H. Boylan State Airport befindet sich im Osten von Brighton, an der Vermont Route 105, nördlich des Brighton State Parks.

### Öffentliche Einrichtungen
Das North Country Hospital & Health Care in Newport ist das nächstgelegene Krankenhaus für die Bewohner der Town.

### Bildung
Brighton gehört zur North Country Supervisory Union. Die Brighton Elementary School bietet Schulklassen von Kindergarten bis zur Middle School.
Die Island Pond Public Library befindet sich an der Mill Street in Island Pond.

## Persönlichkeiten

### Söhne und Töchter der Stadt
- Porter H. Dale (1867–1933), Politiker, Abgeordneter im Kongress der Vereinigten Staaten

### Persönlichkeiten, die vor Ort gewirkt haben
- Zophar M. Mansur (1843–1914), Politiker, Vizegouverneur von Vermont